# Silnice II/275

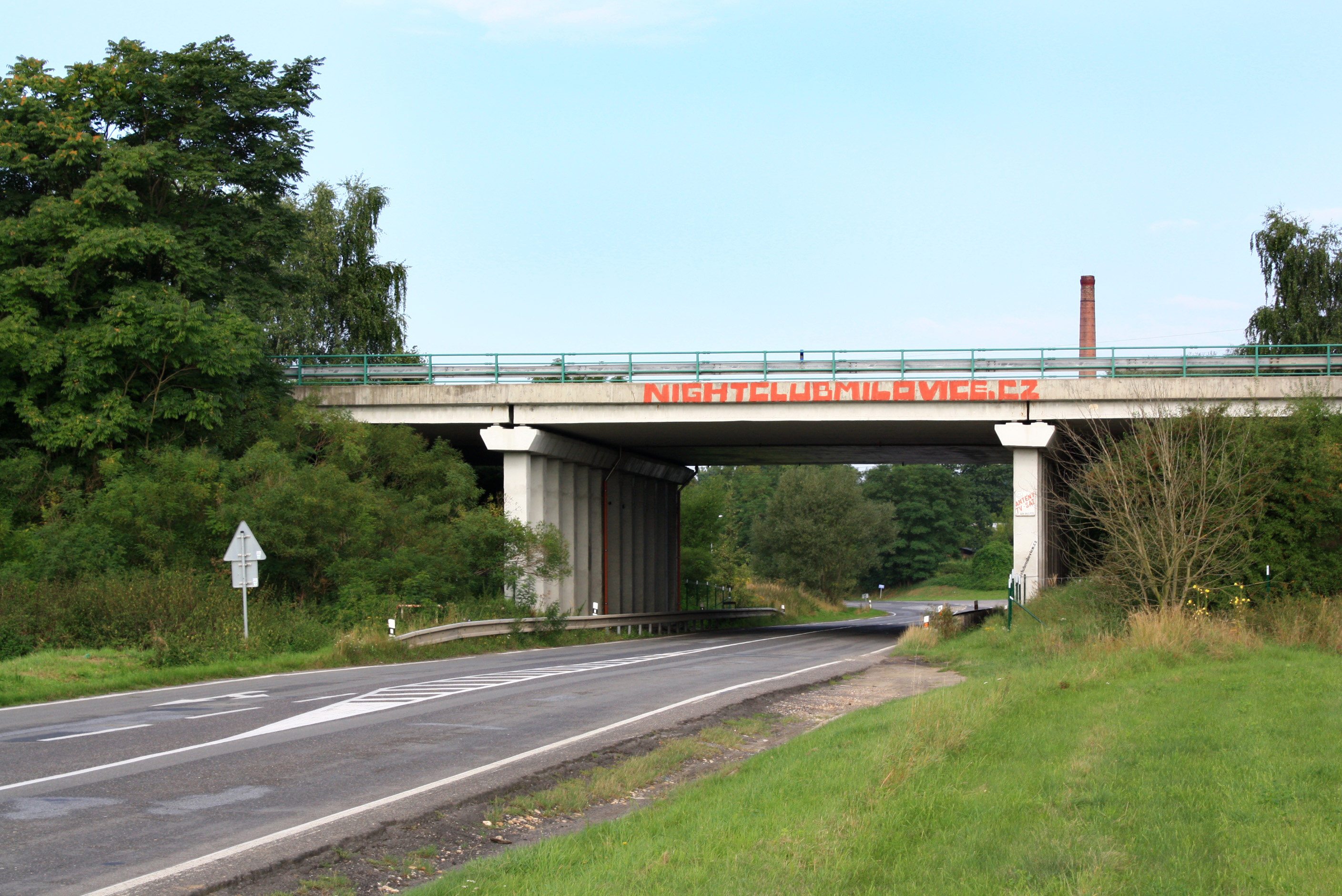
Podjezd po rychlostní komunikací R10 v Brodcích

Silnice II/275 je silnice 2. třídy v Středočeském kraji, která spojuje Dymokury a Chotětov. Prochází okresy Nymburk a Mladá Boleslav. Její celková délka je 40 km.

## Vedení silnice
Okres Nymburk
- vyústění z I/32
- Dymokury
- Křinec
- Mcely

okres Mladá Boleslav
- Luštěnice
- Horky nad Jizerou
- Chotětov
- zaústění do I/16